# 경주정보고등학교
경주정보고등학교(慶州情報高等學校)는 대한민국 경상북도 경주시 충효동에 있는 사립 고등학교이다.

## 학교 연혁
- 1952년 7월 10일 : 경주상업고등학원 설립 인가
- 1952년 9월  1일 : 경주상업고등학원 개원식 거행
- 1953년 1월 13일 : 학교법인 수송학원 인가
- 1953년 4월 10일 : 경주상업고등학교 설립(3학급), 초대 교장 김경제 선생 취임
- 1953년 9월 30일 : 교사 8실(152평) 부지 4,210평 확보, 경주상업고등학교 개교
- 1975년 4월 10일 : 설립자 김경제 선생 동상 제막
- 1975년 11월 20일 : 구내식당 및 본관 4층 6개 교실 증축
- 1982년 9월   8일 : 도서실 준공(484m2)
- 1983년 3월 23일 : 축구부, 야구부 창단
- 1985년 3월  1일 : 경주종합고등학교로 학칙 및 교명 변경(보통과 12학급, 상업과 15학급)
- 1991년 2월  1일 : 경주시 충효동 549-6 신축 교사로 이전(교지 4,439m2, 교사 36교실)
- 1991년 3월  1일 : 경주상업고등학교로 학칙 및 교명 변경 학급 증설(정보처리과 학년당 10학급, 총 30학급
- 1999년 3월  1일 : 경주정보고등학교로 학칙 및 교명 변경(정보처리과 3학급, 사무자동화과 2학급, 경영정보과 2학급, 관광경영과 2학급, 총 27학급)
- 1999년 12월 18일 : 운동선수 숙소 준공(149.5m2)
- 2001년 11월 22일 : 복싱 체육관 준공(243.38m2)
- 2009년 2월 28일 : 별관 4층 증축(335m2)
- 2010년 3월  1일 : 교과 교실제 시행(국어, 영어, 수학, 사회)
- 2012년 8월 21일 : 직업교육 특성화고형 자율학교 선정(2013. 3. 1 ∼ 2016. 2. 29)
- 2016년 12월 16일 : 다목적 강당 수송관 준공(1714.86m2)
- 2019년 3월  1일 : 제7대 교장 이상명 선생 취임
- 2019년 9월  1일 : 기숙사 개관(1174.62m2, 16실 80명 수용)
- 2021년 9월  1일 : 기숙사 3층 증축(522.99m2, 10실 50명)
- 2022년 3월  1일 : 학과개편(총 27학급) (관광서비스과 2학급, 경영품질과 2학급, 스포츠마케팅과 2학급, IT융합정보과 2학급, 유튜브창업과 1학급)
- 2024년 2월  7일 : 제71회 졸업식(졸업생 수 164명, 총 졸업생 수 19,271명)
- 2024년  9월  1일 : 제8대 교장 이효숙 선생 취임

## 설치 학과
- 글로벌경영과
- 유튜브창업과
- IT융합정보과
- 관광서비스과
- 스포츠마케팅과

## 참고 자료
- 경주정보고등학교 - 한국교육학술정보원 학교알리미